# Quindici
Quindici é uma comuna italiana da região da Campania, província de Avellino, com cerca de 3.030 habitantes. Estende-se por uma área de 23 km², tendo uma densidade populacional de 132 hab/km². Faz fronteira com Bracigliano (SA), Forino, Lauro, Moschiano, Sarno (SA), Siano (SA).

## Demografia
| Variação demográfica do município entre 1861 e 2011                               |
|                                                                                   |
| Fonte: Istituto Nazionale di Statistica (ISTAT) - Elaboração gráfica da Wikipedia |